# Tølløse
Tølløse er en stationsby på det østlige Nordvestsjælland med 3.914 indbyggere  (2024), beliggende i Tølløse Sogn nær Holbæk. Byen ligger i Holbæk Kommune og tilhører Region Sjælland.
Tølløse huser bl.a. Tølløse Baptistkirke samt skolerne Tølløse Privat- og Efterskole (tidligere Baptisternes Skoler), Kildedamsskolen, Tølløse Slots Efterskole, Sejergaardsskolens Privatskole og Sejergaardens Musikefterskole.
Tølløse Station blev indviet 30. december 1874 i forbindelse med åbningen af Nordvestbanen. 
Op gennem 1990'erne fik byens ungdomsfodboldhold (årgang '84) stor succes som 6 gange danmarksmestre[kilde mangler], 7 gange amtsmestre[kilde mangler] og 5 gange sjællandsmestre[kilde mangler]. 
Tølløse har gennem de seneste år med succes søgt at styrke sammenholdet[kilde mangler] bl.a. gennem foreningen Fællesskab Tølløse, Kulturhuset No1 og senest Tølløse Ny Festival.

## Kendte personer
Herudover blev Tølløse under Tour de France 2007 kendt som cykelrytteren Michael Rasmussens gamle hjemby.
Mads Pedersen, verdensmester i landevejscykling 2019 og professionel cykelrytter for Lidl–Trek, er født og opvokset i Tølløse.

## Historie
Omkring 1870 blev byen beskrevet således: "Tølløse med Kirken, Præstegaard, Skole, Kro, Veirmølle".
Omkring 1900 blev forholdene beskrevet således: "Tølløse med Kirke, Præstegd., Skole og Mølle; mod Ø. Tølløse Jærnbanestation med Telegrafstation og Postekspedition, Tølløse Børnehjem (opr. 1887 af Gaardmandsdatter Karen Mortensen, Plads for 15 Børn), Menighedssal, privat Realskole, mange næringsdrivende m. m.".
Tølløse stationsby havde 711 indbyggere i 1906, 738 i 1911 og 784 indbyggere i 1916.
Tølløse fortsatte sin udvikling i mellemkrigstiden: den havde 824 indbyggere i 1921, 948 i 1925, 975 i 1930, 976 i 1935 og 1.113 indbyggere i 1940.
Efter 2. verdenskrig fortsatte Tølløse sin udvikling: byen havde 1.223 indbyggere i 1945, 1.375 i 1950, 1.398 i 1955, 1.449 i 1960 og 1.705 indbyggere i 1965.

## Historiske personer
Tølløse har gennem historien haft tilknytning til flere markante adelige og embedsfolk, særligt i relation til herregården Tølløse Slot, også kaldet Tølløsegård.
Peder Oxe (1520–1575) var en fremtrædende dansk adelsmand og rigshofmester, som ejede Tølløsegård i midten af 1500-tallet. Han lod opføre et nyt hovedhus i hollandsk renæssancestil og spillede en central rolle i moderniseringen af den danske statsøkonomi og godsd drift i renæssancen. Hans navn var bevaret i restaurantnavnet Peder Oxe, beliggende på Gråbrødretorv 11 i København indtil dennes ophør 1. august 2023.
Christian Barnekow (ca. 1556–1612) var en dansk adelsmand og diplomat tilknyttet slægten Barnekow, som havde rødder i Mecklenburg. Sammen med sin bror Jens Barnekow erhvervede han Tølløsegård i 1592 fra boet efter Peder Oxes enke, Mette Rosenkrantz. Familien Barnekow ejede godset i flere generationer. Som en anerkendelse af familiens historiske tilknytning til området er deres navn i dag bevaret i vejnavnet Barnekow Parken i Tølløse.
Christian Frederik Schulin-Zeuthen (1810–1873) og sønnen Christian Julius William Schulin-Zeuthen (1843–1919) ejede Tølløsegård i anden halvdel af 1800-tallet. Familien Schulin-Zeuthen tilhørte en af Danmarks toneangivende herregårdsslægter og havde stor betydning for egnen både socialt og økonomisk. Navnet lever videre i Tølløse gennem vejnavnet Schulin Parken, opkaldt efter slægten.
Niels Pedersen (1842–1911), kaldet "den store bygmester fra Ordrup", var en markant skikkelse i det midtsjællandske byggeri i anden halvdel af 1800-tallet. Han stod bag opførelsen af flere betydningsfulde herregårde og landbrugsejendomme i og omkring Tølløse, herunder Tølløsegård, Merløsegård, Torbenfeld, Knabstrup, Holbæk Ladegård, Løvenborg og Kongsdal. Pedersen var desuden ansvarlig for opførelsen af en række andelsmejerier og teglværker i regionen. Han udviklede galvaniserede jerntagplader som et prisvenligt og brandsikkert alternativ til traditionelle strå- og skifertage. Denne opfindelse blev udstillet på Den Nordiske Industri-, Landbrugs- og Kunstudstilling i København i 1888 og på Verdensudstillingen i Paris i 1900. For sin indsats blev han i 1904 hædret med Dannebrogordenen.
Axel Sejer Jensen (1919–2019) var lokalhistoriker og æresmedlem af Lokalhistorisk Forening for Tølløse Egnen. Han ydede en væsentlig indsats for bevaringen og formidlingen af områdets historie gennem mange årtier.